# Senegalia chundra
Senegalia chundra es una especie de árbol originaria de Asia, India y del área del Océano Índico.  

## Descripción
Es un árbol caducifolio de 12 hasta 15 m de altura que forma una copa poco frondosa, con ramas espinosas de hojas compuestas pinnadas, con aspecto plumoso parecidas a las de Acacia dealbata.

## Toxicidad
Las especies del género pueden contener derivados de la dimetiltriptamina y glucósidos cianogénicos en las hojas, las semillas y la corteza, cuya ingestión puede suponer un riesgo para la salud.

## Usos
Entre sus diversos usos el producto más importante de esta especie es el colorante llamado catechu, derivado del ácido catechutannico.

La madera se utiliza como combustible y para algunas aplicaciones en la construcción naval. 

Las hojas son apreciadas como forraje para el ganado.

Diversas partes de la planta se utilizan en la medicina tradicional por sus propiedades terapéuticas.

## Conservación
S. chundra está "moderadamente amenazado" y en la India es necesario obtener permiso para cortar este árbol.

## Taxonomía
Acacia chundra fue descrita por (Rottler) Willd. y publicado en Species Plantarum. Editio quarta 4(2): 1078. 1806.
Sinonimia
- Acacia catechu auct. non Willd.
- Acacia catechu (L.f.) Willd. var. sundra (Roxb.)Prain
- Acacia sundra (Roxb.) DC.
- Mimosa chundra Rottler[7][8]

## Nombres comunes
Recibe diversos nombres en los países de origen: karangali, kodalimurunkai, lal khair, rat kihiriya y red cutch.